# It's only a Ballade II
『It’s only a Ballade II』（イッツ・オンリー・ア・バラッド・ツー）は、中西保志3枚目のベスト・アルバム。1998年9月19日発売。発売元は日本コロムビア。

## 概要
『It's only a Ballade』（1995年）に続く、3年半振りのバラード・ベスト・アルバム。先行シングル「答えて」、既発曲「CHEERS」のアコースティック・ヴァージョン、未発表新曲「果たせない約束」を含む全14曲。

## 収録曲
1. どうして君を傷つけたのだろう（4:47）[1]
2. 唇のかたち（5:17）[1]
3. If（4:55）[1]
4. 最後の贈り物（4:41）[1]
5. Wanderers（6:57）[1]
6. CHEERS（Acoustic Version）（4:57）[1]
7. ONE（5:06）[1]
8. 悲しみのためじゃない（4:53）[1]
9. わすれもの（5:49）[1]
10. 答えて（3:56）[1]
11. On and On（6:53）[1]
12. 待ちきれなくて（5:15）
13. We are（4:34）[1]
14. 果たせない約束（4:32）[1]　新曲
  - 作詞：川村真澄　作曲：中西保志　編曲：栗尾直樹